# FORTUNE TRINITY 精霊の至宝祭
『FORTUNE TRINITY 精霊の至宝祭』（フォーチュントリニティ せいれいのしほうさい）は、2021年1月21日から稼働を開始した大型マスメダルプッシャーゲーム。発売元はコナミアミューズメント。FORTUNE TRINITYシリーズとしては4作目にあたる。

## 概要
本作は、通常時の基本的な流れやルールは前作『3』から受け継いでおり、ゴールボーナスやステーションチャレンジのレベルアップ方式を採用。前作で廃止されたスカイルーレットの「TRINITY SLOT」が復活。また本作はオーブ以外のボールとして、過去作のチャンスボールやトレジャーボールとは別に新たにスフィアを採用、そこから発展した物理抽選から行ける形として、シリーズで初めて「LEGEND MODE」へ無料の物理抽選から突入できるルートが追加された（過去作はスロットから777を揃えた時のみ ※課金した際のルーレットは例外）。
前作のオートエントリー機能は廃止、新たに筐体内にホッパーを増設することでクレジット機能が搭載。オプションキットのため、店舗によってはオートエントリーが続投されている。
前作と同様に、e-AMUSEMENT PASSまたはAmusement IC対応のカードはもちろんe-AMUSEMENT PASS機能対応端末に対応した携帯電話を用いてのプレイが可能、リーダーは前作と同じ場所に設置。

### トレジャータイム
本作も前作同様にトレジャータイムがある。

### 100円貸出機能
2作目のオプションキットで搭載され、前作でもあった100円貸出機能搭載、初期設定の場合は、400円以下は貸出した金額に応じて、回数分ルーレット抽選し、様々なボーナスを獲得でき、500円はオーブを使ったSPボーナスルーレット。ボーナスルーレットの有無やメダル枚数などは店の設定で変更可。

### マイページボタン
各ステーションにある赤色のボタンは、押すとクレジットモードかメダルモードに切り替えられる。
1秒以上押すと、マイページに入れ、メダルモードかクレジットモードに変更できるほか、プレイヤーデータとランキングが閲覧可能、またオートエントリーの設定、ボリュームの設定を行える。
また、e-AMUSEMENT PASSでメダルバンク認証を行うと、ミリオネットを使用しクレジットにメダルを払い出したり、預けたりすることが可能。
現在ラウンドワン限定で開催されるミリオンビンゴもできるようになった。

## 基本ルール
通常時は「^」の形になったスロットとなっており、チェッカーの色区別もない。ストックの配当は20枚×レベルの数。最大レベルは5（100枚）。
初代、前作と同様に、7以外の数字が揃うとゴールボーナスステップが1つ溜まる。この時奇数が揃うと「カーニバルモード」に突入するが、今作では前作と同様に偶数が揃っても終わらない。確変では「V」の形になったスロットとなっており、最大3ライン当選が可能で、規定ゲーム内（デフォルトでは15回転）に奇数が揃わないと終了、通常ゲームに戻る。

### スロットの当選役
222 / 444 / 666 / 888
メダル払い出し（20枚×レベルの数）。
111 / 333 / 555
メダル払い出し（20枚×レベルの数）+ 「カーニバルモード」（確変・ゲーム数：10回）に移行。確変中の場合、1ラインにつき残り回数5回追加。
777
レジェンドモード突入。
オーブ
オーブ1個払い出し。
スフィア
スフィアボール1個払い出し。
スカイ
スカイルーレット発動。
ルビー / サファイア / ダイヤ
カーニバルモード、レジェンドモードのみ。出現するだけで当選。ゴール時にゴールボーナスとして、ためた数✕GOAL BONUSで抽選した倍率の数の配当を得られる。
ダイレクト
レジェンドモードのみ。直接ステーションチャレンジに移行。

## ステーションチャレンジ
フィールドからオーブを落とすことで、ステーションチャレンジへと進む。抽選前に「トレジャータイム」と呼ばれるミニゲームが発生（後述）。トレジャータイム終了後に、「トリニティクルーン」でどのルーレットに挑戦するかを決定。次に液晶画面上部「パーソナルクルーン」の抽選ポケットへと落ちた瞬間に、画面上のルーレットが停止。表示された配当が支払われる。
以下、各色の盤面における各マスの役について記す。
20
メダル20枚払い出し。その後「50」に進化。
50
メダル50枚払い出し。その後「JPチャンス」に進化。
JPチャンス
当選した種類のジャックポットチャンスを獲得。その後、ルーレット盤面は初期状態にリセット。
オーブ+スフィア×2
フィールドにオーブ1個、スフィア2個払い出し。

なお各色のルーレット盤面がすべて初期状態となった場合は、各ルーレット盤面の20WINのうち1つがJPチャンスに昇格する。

### トレジャータイム
ステーションチャレンジのオーブを用いた各クルーン抽選前に行われるミニゲーム。
制限時間は30秒で、メダル投入とスタートチェッカー入賞でゲージを貯められ、ゲージを1本貯める度にメダル払い出しや、ルーレット盤面のレベルアップの恩恵が受けられる（画面の左右どちらかの端に表示されている宝箱の外見で期待値が変化し、木製→青と銀→赤と金の順に上がり盤面のレベルアップと高配当が出やすくなる。これら宝箱とは別に、「レベルアップ」と書かれたアイコンが表示される場合もあり、その場合はその時のゲージを貯め切れば盤面のレベルアップが確定）。ゲージは最大9本で、9本目のゲージを貯め切ると残り時間があっても強制終了となり、残り時間の秒数でトレジャータイム終了後に配当が払い出される。

### JPチャンス枚数ボーナス
本作から追加された新要素。各色のルーレット盤面を成長させ、「JPチャンス」が2枚以上ある状態でその色の盤面でJPチャンスを当て、そこでJPを獲得すると、突入時の盤面の「JPチャンス」の枚数（2枚目以降）に応じて追加でJPチャンス枚数ボーナスが払い出される（最低は「JPチャンス」が2枚の時の50枚、最高で「JPチャンス」が9枚の時の2000枚。なお、JP STEP BONUSはJP配当の払い出し後にステーションから払い出される）。
なお、各盤面の「JPチャンス」が複数あっても、ステーションチャレンジ以外の方法でJPCに挑戦した場合はボーナスは適用されない。

## スフィア
スフィアを落とした際は、スフィアから出たボーナスを得られる。色は青・緑・黄・赤・虹色の5種類あり、色によって期待値が異なる（色は実際に落とすまで不明）。スフィアが割れる際に通常と異なる演出が発生、もしくは虹色スフィアだった場合、スフィアルーレットが濃厚だが、メダル払い出しが当たる場合もある。また、通常演出からでもスフィアルーレットが当たる場合もある。
メダル
メダル10枚,15枚,20枚,50枚,100枚,300枚払い出し。
宝石
ルビー / サファイア / ダイヤのどれかが3個 / 5個 / 10個増える（上限は99個）。
オーブ
オーブ払い出し。
スフィアルーレット
スフィアルーレットへ突入。

### スフィアルーレット
フィールドからスフィアボールを落とし、スフィアルーレットが出現するとスフィアルーレットへと進む。トリニティクルーンにオーブが投入され、3種類あるルーレットのいずれかを決定する。ルーレットに応じて配当と盤面構成が異なるが、スカイルーレットの当選率はいずれも10％。
赤：「情熱（じょうねつ）のレッド」
最高配当が300枚とやや低いが、他のマスの配当は黄に比べ高く、期待度は比較的高い。メダルとオーブ2個以外の構成は、IFRIT JPCが2つとSKY ROULETTEが1つ。
青：「麗し（うるわし）のブルー」
全体的に配当が安定しているが、最高配当は100枚と最も低い。メダルマスとオーブ2個マス以外の構成は、UNDINE JPCが2つとSKY ROULETTEが1つある。
黄：「狂気（きょうき）のイエロー」
最高配当が500枚と最も高いが、全体的な配当が極端で、25枚のマスが特に多い。またこの盤面のみ、他2色とは異なり、JPCマスが1つ少ない代わりに、LEGEND MODEマスが1つ存在（無料の物理抽選からLEGEND MODEへ行けるルートが追加されたのはシリーズ初）。メダルマスとオーブ2個マス以外の構成は、RAIDEN JPCが1つとLEGEND MODE1つ、SKY ROULETTEが1つある。LEGEND MODE中に選ばれた場合はそのマスはオーブ2個になる。

全てのマスの種類は、LEGEND MODE、各色に対応するJP CHANCE、SKY ROULETTE、オーブ2球、500枚、300枚、100枚、50枚、25枚。

## GOAL BONUS
777以外の数字の図柄が揃った場合、画面下に表示されているゴールステップが1ラインにつき1つ進む。
このステップが累計8つたまると、GOAL BONUSに挑戦。最初に宝石の色をトリニティクルーンで抽選し（赤：ルビー、青：サファイア、黄色：ダイヤ）、そしてパーソナルクルーンの抽選で選ばれた倍率を抽選し決定。選ばれた色の宝石×決定された倍率（通常は2倍、3倍、5倍、10倍）の数の分のメダルが払い出される。3色のうち1色はチャンス対象で倍率がレートアップ状態となっており、倍率が3倍、5倍、7倍、最高倍率20倍となっている（対象色はGOAL BONUS発生時点で最後にその筐体のどこかのステーションで当選されていたJPに該当する色となっており、JPの払い出しと演出が完全に終了して専用のアナウンスが流れて初めてその色に移行する）。ゴールボーナスのメダル払い出しが終わるとサービスとしてオーブが1つ払い出され、ゴールステップは0、当選した色の宝石の数は20個にリセットされる。
最高配当は、チャンスによるレートアップ対象となっている色の宝石99個×20倍=1980枚。

## JACKPOT CHANCE
JACKPOT CHANCEは3種類存在し、それぞれ抽選方式が異なる。「IFRIT JACKPOT」は抽選次第で最大20000枚、「UNDINE JACKPOT」はプレイヤーのメダル投入枚数でプログレッシブ値が上昇（工場出荷状態で1枚あたり0.01上昇）、「RAIDEN JACKPOT」はJP獲得出来なかったときの獲得枚数（工場出荷状態で獲得枚数×1）に応じて数値が上昇。これに加えコナステ版では、2023年4月10日～2023年5月8日の期間限定で、賭博黙示録カイジとのコラボイベントとして「沼JACKPOT CHANCE」が追加されている。

### 赤 IFRIT（イフリート） JACKPOT CHANCE
ボールを用いた連続抽選。上部に到達しポケットからこぼれ落ちたボールが柱にぶつかりながら落ちて再びポケットに入り、入ったポケットの枚数に応じて各種配当を獲得する。
各色 10 / 30 / 50
記載された枚数分プログレッシブ値に加算され、ポケットの色に応じた黄 / 緑 / 青のステップが1つ増える。
DOUBLE UP
ダブルアップステップ（紫）が1つ増える。
JACKPOT
JPステップ（赤）が1つ増える。
「JACKPOT」ポケットに入ると1回目は+20枚、2回目は+30枚、3回目でJACKPOT確定（+1000枚）、以後は入る度に+1000枚となる。「ダブルアップステップ」ポケットは抽選終了時に3回以上入賞していると、抽選終了後のダブルアップチャレンジへの挑戦権を得られる。黄 / 緑 / 青のいずれかのステップが3つ溜まるか、プログレッシブ値が設定値（工場出荷状態、最高共に5000枚）になると抽選終了。

#### ダブルアップチャレンジ
ダブルアップステップが3つ溜まった状態で抽選を終了するとダブルアップチャレンジが発生。UNDINE JPCの倍率抽選機を用い、画面にて中継で抽選し、入った色の倍率がプログレッシブ値と掛け合わされる。初期状態（入賞が3回のみの場合）は青と赤1倍、黄2倍だが、もし本抽選で4回以上入賞した場合、以降は入賞毎にいずれかの色の倍率が1倍上がる（最大4倍。どの色が上がるかはランダムだが既に4倍になっている色は選ばれない）。
なお、ダブルアップチャレンジ終了後、もし獲得枚数が1000枚超えた場合、JACKPOT獲得扱いとなる。
最高獲得枚数は5000×4=20000枚。

### 青 UNDINE（ウンディーネ） JACKPOT CHANCE
大型のボールを用いたルーレット抽選。前作およびその前身『フォーチュンオーブ』シリーズ3作の抽選機と類似している。
最初に右側のルーレットで倍率抽選。3色のポケットにそれぞれランダムで倍率が振り分けられ（1倍 - 4倍）、入った色の倍率が配当倍率となる。倍率の高低は高い方から黄、赤、青の順で固定され、黄ポケットは3倍以上が確定する。続いて左側のルーレットで配当抽選。配当は100枚（確率3/4）・300枚（1/6）・UNDINE JACKPOT（1/12）の3種類。
最高配当は5000（9999）×4=20000枚（39996枚）。

### 黄 RAIDEN（ライデン、雷電） JACKPOT CHANCE
JP獲得までは2段階抽選となっており、最初はステーションチャレンジと同様に、オーブを用いて各ステーションの抽選機で行われる。スゴロク形式となっており、抽選は1球。まずトリニティクルーンで「黄オーブくん」「赤オーブくん」「青オーブくん」のいずれかを抽選、パーソナルクルーンで進むマス目を決定（1 - 6マス。黄のみダイレクトJP抽選もある。色の抽選後にJP抽選へ行ける確率は、黄色のダイレクトを除けば1/6か1/3となる）。動かしたオーブくんの止まったマスの配当を獲得。マスには100枚、150枚、200枚、JP抽選（通常）、JP抽選（高配当）があり、メダル配当に止まった場合はその時点で終了。JP抽選マスにとまるか、黄オーブくんルーレットにのみ存在する「ダイレクトJP抽選」を当てると、本作からセンターに新設されたギミック（雷電抽選機）を用いた、JP抽選に突入する。また、オーブくんが2体以上同じマスに止まると「オーブくんボーナス」として配当が2体なら2倍、3体なら3倍となる。

#### JP抽選
JP抽選（通常、高配当の2種類があり違いは後述のメダルパネルの説明を参照）に突入すると、センタースクリーンの右側が開き、画面右下のドラム型の抽選機を使って行われる。ボールには鉄釘が仕組まれており、抽選機の磁石に引きつき、上に持ち上げられて配当を決めていく。ドラムと以下の各パネルが設置されているリールは計3列。
メダルパネル（25、50、75、100、200）
記載された枚数分が獲得枚数に加算され、終了パネルかJPステップパネルにランダムで切り替わる。配置されている配当は停止したJP抽選マスが通常か高配当かのどちらかで異なり、通常の場合、200枚は出ず、高配当の場合、50枚、75枚、200枚のみとなる。
終了
抽選終了。
JPステップJPステップが1つ増える。抽選開始前にJPステップパネルがランダムに1 - 3か所配置される。また、このパネルは抽選終了までそのまま残り続ける（最初からあるものと途中でメダルパネルから切り替わったもの双方とも）。
終了に入る前にJPステップが3つ溜まればRAIDEN JACKPOT獲得。JPプログレッシブ値とJP抽選時に引いたメダルパネルから獲得した枚数が払い出される。
JACKPOTを獲得できなかった場合、獲得した配当と同じ数値分RAIDEN JACKPOTの値が上昇する。またスゴロクマップは筐体全体で共有され、JACKPOT獲得の成否を問わず、次の挑戦者に引き継がれる。
RAIDEN JACKPOT自体の最高配当は5000（9999）×3=15000枚（29997枚）で、これにメダルパネルから獲得した枚数を加えてRAIDEN JACKPOTとして扱われる。

### 紫 沼JACKPOT CHANCE
2023年4月10日 - 2023年5月8日の期間、『賭博黙示録カイジ』とのコラボイベントとして、コナステ版限定で追加されたJACKPOT CHANCE。『破戒録』で登場したパチンコ「沼」の3段クルーンを利用して抽選を行う。
オーブ当選時、一定の確率で払い出される沼ボールを落とすことで即座に突入し、原作と同様、3段クルーンすべてで当たり穴に入ることでJACKPOT獲得となる。ハズレの場合、配当はなし。JACKPOTの配当は抽選で5000枚 - 50000枚のいずれかとなる（5000枚から25000枚までは5000枚刻み、それに加え50000枚が存在）。

### 抽選機が故障している場合の対応
IFRIT JPC抽選機またはUNDINE JPC抽選機が故障している場合は該当のJPCは、RAIDEN JPCの抽選方式で抽選が行われる（その場合のIFRIT JPの枚数はRAIDEN JPの枚数と共有）。RAIDEN JPC抽選機が故障している場合はJP抽選のマスに止まると無条件で1000枚の獲得となる（JP扱い、上乗せ抽選はそもそも抽選機が故障しているため、無し）。また、抽選機が調整中の際は、センター画面の右上に（JPC抽選機のビジュアル）調整中の表記がある（RAIDEN JPC抽選機故障中の表記は、JP抽選マスに止まると無条件で1000枚獲得の表記がないため、大抵の店ではそれを示すお知らせポップが貼られる）。

## JACKPOT獲得後
JACKPOTを獲得するとセンターユニットの液晶部が左右に分かれて演出が始まる。各JACKPOTごとに違う演出が用意され（JP単体の配当が4500枚以上の場合はスペシャルジャックポットとなり、3種類共通の専用ムービーと合わせてスタッフロールが流れる。この他、一定の条件下で、歴代のFORTUNE TRINITYシリーズの演出が発生することもある）、センターユニットには内部に6列のホッパーがあり、ステーション側からセンターユニットへ投入されたメダルは演出の映像と音に合わせて滝のように払い出されるシステム。
演出途中の特定のタイミングで上乗せ抽選を行い、RAIDEN JPCで使用される右画面下の抽選機を使用し配当の上乗せが行われる。JPの配当が高いほど、上乗せの枚数も増える（上限5000枚）。なお、上乗せ抽選が行われる回数はムービー序盤後とムービー中盤後の2回（ウンディーネJPはムービー序盤後の2回連続、なお、現在の仕様ではアップデートにより、ウンディーネ以外のJPでは、序盤の演出後、中盤の演出をカットし、ウンディーネJPと同様に2回連続で抽選が行われるようになった）だが、歴代のFORTUNE TRINITYシリーズのムービー演出や、成立したJP単体の配当が4500枚以上で発生するスペシャルジャックポット演出の場合は1回しか行われず、行われるタイミングも通常時とは異なり、払い出し開始前のムービー序盤となっている。なお、RAIDEN JPC抽選機故障時は上乗せ抽選は行われない。
センター払い出しホッパーが何らかの事情で半分の3列以下しか作動しない場合は、他のプッシャーマシン同様ステーションからの払い出しとなる。店舗側の設定でも、センターユニットを使わずステーションからの払い出しのみにできる（その場合はセンターのメイン液晶には「センター払い出し 調整中」と表示され、上乗せ抽選も発生しない）。また、使用不可能のホッパーがある場合は、センター右画面上部にそれを示す表示も出る。
演出中に全体エラーやステーションドアの開閉があった場合、必ず払い出し装置が初期位置に戻り始めからの演出となる（上乗せ抽選については再抽選はない）。
第1回ロケテストの時は、上乗せ抽選で高配当マスを当てられなければJP演出が途中で中断され、上乗せ抽選後の演出で払い出されるはずだったメダルは全てステーションから払い出される。しかし、不評だったため第2回ロケテストからは上乗せ抽選で高配当マスを当てられなくても最後までJP演出が行われるように変更された。
センターから払い出されるメダルの枚数には演出の種類ごとに上限があるため、JPの枚数や演出の種類によっては獲得配当の一部がステーションから払い出される場合がある。

## SKY ROULETTE
スロットでSKYが揃う、もしくはスフィアを落として発展したスフィアルーレットでSKYを当てると、SKY ROULETTE（スカイルーレット）へ突入する。
突入すると、筐体最上部にある直径約3メートルの巨大ルーレットが回転し、自分のステーションで停止した配当を獲得。SKY ROULETTEで「ALL SKY ROULETTE」が止まると、ALL SKY ROULETTEに発展。ALL SKY ROULETTEは全員参加のSKY ROULETTEで、参加した全員が停止した配当を獲得。ALL SKY ROULETTEを引いたステーションとその反対側のステーションでも必ずJACKPOT CHANCEが当たるとは限らない。
※ALL SKY ROULETTEの場合、「TRINITY SLOT」と「ALL SKY ROULETTE」は仕様上当選しない。
配当一覧
- 100/200/500WIN
- ALL SKY ROULETTE
- オーブ2個
- スフィア5個
- IFRIT JACPOT CHANCE
- UNDINE JACKPOT CHANCE
- TRINITY SLOT - 液晶画面がスロットに切り替わり、3種のジャックポットチャンスのうちどれか、3種類すべてのジャックポットチャンスに順次挑戦できる「ALLジャックポットチャンス」の何れかが必ず当選。

## LEGEND MODE
スロットで「777」が当選または、スフィアルーレットでLEGEND MODEを当選、100円貸出機能のボーナスルーレットでLEGEND MODEを当選すると「LEGEND MODE（レジェンドモード）」に突入する。ルールはスロットもステーションチャレンジも基本的に前作『3』の同モードを踏襲。
スロットは専用のものに切り替わり、メダルマーク（ストックレベル1つにつき10枚、最大で10枚×レベル5=50枚）が高確率で揃い当選。また、LEGEND MODE中はスフィアが（図柄としてはあるものの）仕様上当選しない。
通常時と同じくオーブを落とことに加え、スロットでこのモード専用の図柄であるダイレクトが揃い当選するとステーションチャレンジへと進む。このモードのステーションチャレンジでは、トレジャータイムはなく、1/6でJPチャンスとなる専用のルーレットで抽選する。
以下、LEGEND MODE中の専用のルーレット盤面における各役について説明する。
配当（100 - 400WIN）
初期値は100枚。入賞すると終了ポケットに変わり、そのルーレットの他の配当ポケットの配当が100枚上昇。つまり終了が1つ増える度に100枚ずつ上昇していく。
終了
レジェントモード終了。
JPチャンス
各種JACKPOTチャンスに挑戦できる他、そのルーレットの全配当ポケットが初期状態の「100WIN」にリセットされ、終了が無くなる。

なお、400WINが当選し、終了以外の配当ポケットが残り一つになると、その配当ポケットも各種JPチャンスへと変更される（終了の方が4つと多い状態ながらも、JPチャンスを引ける確率が1/3になる）。その状態でJPチャンスを引くと、1つだけ残った配当ポケットから変化したJPチャンスのポケットを含めて、初期状態の終了は1つもない全配当ポケットが100WINの状態へとリセットされる。

## アップデート状況
- 2021年1月21日 - 稼働開始
- 2021年2月18日 - アナウンスの声優変更、JP演出が歴代の演出を追加、その他SE類変更
- 2021年3月31日（前倒しでアップデートされた店舗もある） - プレイヤーデータ、ランキングデータの閲覧が可能に（マイページに追加）、JP演出「スペシャルジャックポット（スタッフロールが流れるムービー）」追加（4500枚以上で発動）、JP演出「ライデン、イフリート、ウンディーネ」調整版（ライデンとイフリートがウンディーネと同じ2回連続上乗せ抽選仕様に変更）適用

## 歴代演出の条件

### IFRIT JACKPOT獲得時
UNDINEJACKPOTの倍率抽選に使用される抽選機の上にある倍率表示7セグ上部の装飾のLEDが青色の場合→FT3のGROUNDJACKPOTの演出
筐体上部のLEDが赤色の場合→FT2のRISINGJACKPOTの演出

### UNDINE JACKPOT獲得時
CRYSTAL演出→センター回転時にイフリート抽選機周りのLEDが青色に光る

## その他
今作は前作からのコンバートキットで構成されており、店舗によってはオプションを付けていない筐体もある
今作オプションとなる部品
- GEUX8-JC 装飾キット（各種LED装飾類）
- GEUX8-JD メダル循環キット（ペイアウトホッパー ※メダルモードかクレジットモードの変更するための物）
- GUUX8-JM コインユニット（クレジット投入用のホッパー）

2作目のバージョンアップを挟まない筐体（初代からのコンバート筐体、もしくは初代から3作目のコンバート筐体）については、一部仕様が異なる

### メインPC
今作では Microsoft Windows Embedded 7 を使用しゲームを構成してる。
なお、メインPCに搭載されているCPUが intel Celeron 440（初代から変更なし）RAMが2GBを使用している。